# Arachnura pygmaea
Arachnura pygmaea är en spindelart som först beskrevs av Tord Tamerlan Teodor Thorell 1890.  Arachnura pygmaea ingår i släktet Arachnura och familjen hjulspindlar. Inga underarter finns listade i Catalogue of Life.